# Munteni (Galaţi)
Munteni é uma comuna romena localizada no distrito de Galaţi, na região de Moldávia. A comuna possui uma área de 109.78 km² e sua população era de 7272 habitantes segundo o censo de 2007.